# Pepperoni (korv)

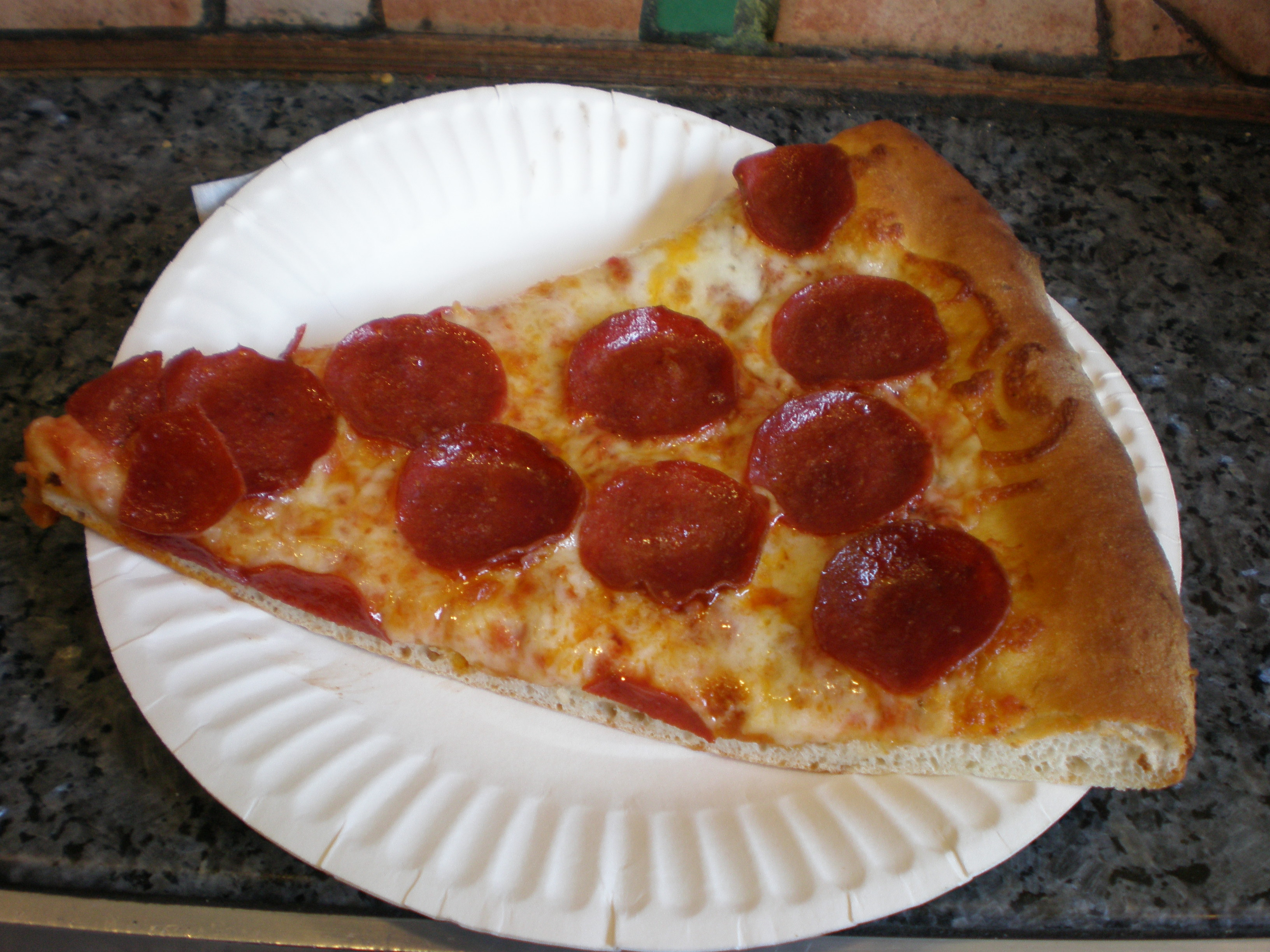
Pizzabit med tomatsås, pepperoni och ost.

Pepperoni är en amerikansk kryddstark korv, som är en variant av italiensk salamikorv. 
Pepperonin är i USA en vanlig fyllning på pizza tillsammans med ost och tomatsås. Den rankades 2011 som den mest populära pizzatoppingen i USA förutom osten. Från USA har pepperonin spridits över resten av världen. Pepperoni skapades förmodligen av italienska invandrare i USA som inte hade råd med något Delikött och därför gjorde sin egen variant och då bestämde att korven skulle heta pepperoni. Den finns skriftligt dokumenterad i reklamblad sedan 1919 i New York.
Det finns korvar som är chilikryddade i de regionala köken i Apulien och Kalabrien. Pepperonikorven är också lätt rökt vilket är mycket ovanligt för korvar i det italienska köket, men vanligt i det tyska köket och därför kan ha influerat receptet.
Pepperonikorven är gjord framförallt av gris- och nötkött som är kryddat med anis, paprika, vitlök och rött vin. Korven kan också innehålla andra kryddor, som cayennepeppar och salt, efter smak. Natriumnitrit och paprikapulver är ingredienserna som ger den omissigenkännliga röda färgen på pepperonin. Natriumnitrit fungerar även som konserveringsmedel och förhindrar bakterien som ger sjukdomen botulism att växa.